# ラロウコ

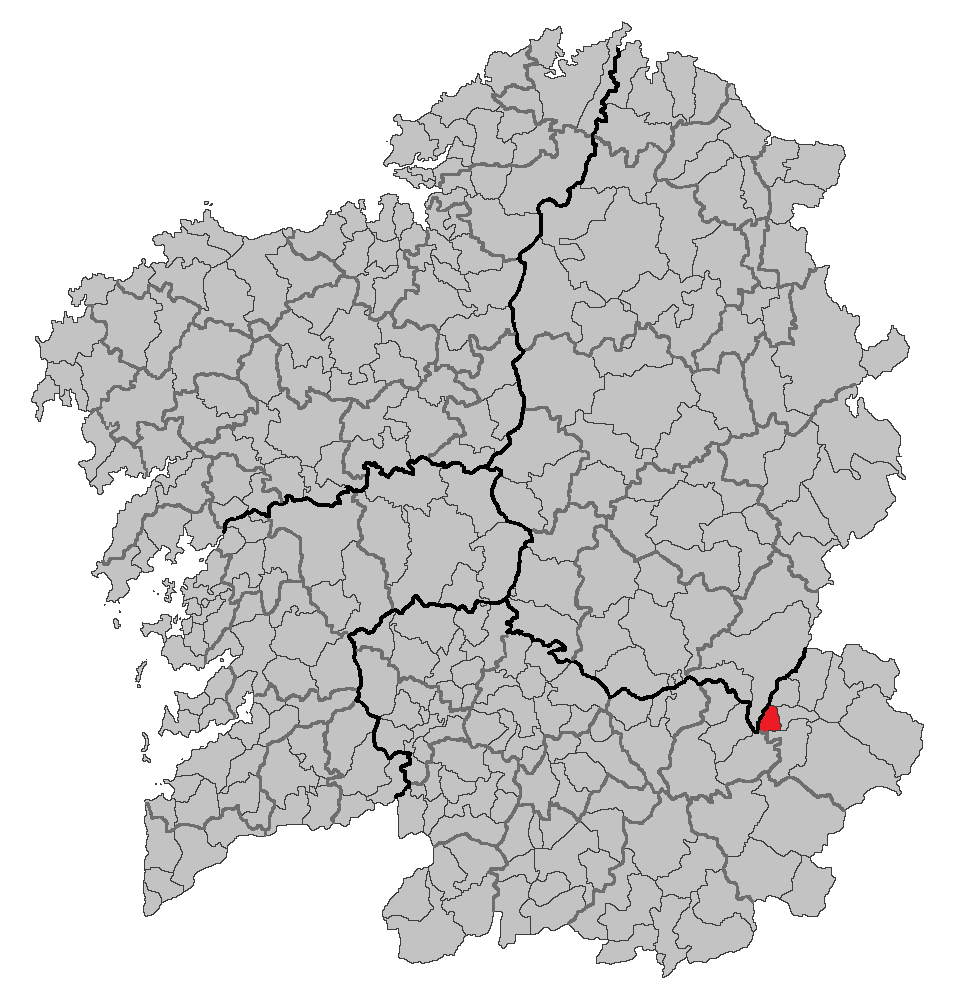

ラロウコ（Larouco）はスペイン、ガリシア州、オウレンセ県の自治体で、コマルカ・デ・バルデオーラスに属する。ガリシア統計局によると、2010年の人口は584人（2009年：581人、2004年：570人、2003年：570人）。カスティーリャ語表記はLaroco（ラローコ）。
ガリシア語話者の自治体住民に占める割合は96.54％（2001年）。

## 地理
ラロウコはオウレンセ県の北東部に位置し、コマルカ・デ・バルデオーラスに属する。北はア・ルーアと、東はペティンと、南はオ・ボーロとマンサネーダと、西はルーゴ県のキローガの各自治体と隣接、自治体の中心地区はラロウコ教区のラロウコ地区。

### 人口
| ラロウコの人口推移 1900－2010                           |
|                                                         |
| 出典:INE（スペイン国立統計局）1900年 - 1991年、1996年 - |

## 政治
自治体首長はガリシア国民党（PPdeG）のホアキン・バウティスタ・プリエート・ロドリゲス（Joaquín Bautista Prieto Rodríguez）、自治体評議員はガリシア国民党：5、ガリシア社会党（PSdeG-PSOE）：2となっている（2007年の自治体選挙の結果、得票順）。 

## 教区
ラロウコは4の教区に分けられる。太字は自治体中心地区のある教区。
- フレイシード（サグラド・コラソン・デ・シェスス）
- ラロウコ（サンタ・マリーア）
- ポルトモウリスコ（サン・ビトル）
- セアドゥール（サンタ・マリーニャ）